# Valdera
Per Valdera geograficamente si intende oggi quella parte di provincia di Pisa costituita dai comuni di:
- Capannoli
- Chianni
- Lajatico
- Palaia
- Peccioli
- Ponsacco
- Terricciola

A questi si aggiungono alcuni comuni del Valdarno Inferiore:
- Pontedera
- Bientina
- Buti
- Calcinaia
- Santa Maria a Monte

A questi si aggiungono due comuni delle Colline di Lari:
- Casciana Terme Lari (che geograficamente appartiene solo in parte al bacino idrico dell'Era, tramite il Cascina, fiume che in origine non sfociava nell'Era)
- Crespina Lorenzana (che geograficamente è tutto esterno al bacino idrico dell'Era)

Al 31.12.2015 il comprensorio della Valdera conta 57.189 abitanti distribuiti su una superficie complessiva di 624,17 km quadrati e una densità di (187 ab/km²).
Comprendendo anche i comuni del Valdarno Inferiore limitrofi conta complessivamente 126.224 abitanti distribuiti su una superficie complessiva di 1184,36 km quadrati e una densità di (106 ab/km 2).

## Storia
L'idea e il concetto di "Valdera" è assai antico. Dal XV secolo, quando viene costituito dalla Repubblica di Firenze il Vicariato di Lari, esso viene denominato "Delle Colline e Valdera", intendendo per Colline di Lari quell'area che, estremo lembo di terra lucchese, è compreso tra Val di Cascina, Val di Tora e Zannone. Storicamente il capoluogo amministrativo delle Valdera fu fino agli inizi del XIX secolo Lari e il suo Castello dei Vicari.
Nel corso del XX secolo l'identità della Valdera si lega alla crescente importanza economica e amministrativa di Pontedera, città su cui gravita per servizi amministrativi e scolastici, sanitari e industriali, la popolazione della Valdera e di gran parte delle Colline di Lari. In questo senso la "Valdera" è venuta nel tempo ad estendere l'area di sua pertinenza.
Una qualche corrispondenza tra la Valdera di oggi è stata ritrovata nel periodo medioevale, quando la consorteria/clan dei Cadolingi controllava varie località tra Bientina e le Colline di Lari (quindi allineate non esattamente lungo il fiume Era), formando quella che potrebbe esser detta "Cadolingia" (con centro "direzionale" a Travalda tra Ponsacco e Pontedera.
Negli anni '50 il Movimento Comunità promosso da Adriano Olivetti insieme a intellettuali locali (primo fra tutti Francesco Bagatti), nell'intento di portare le idee di autonomia, responsabilizzazione, autogoverno, federalismo, democrazia responsabilizzante già sperimentati nel Canavese in questa parte di Toscana, promosse un tentativo di trasformare la Valdera in un'entità di autogoverno di tipo cantonale. Progetto svanito poi velocemente con la morte di Adriano Olivetti e del suo Movimento Comunità.     
Negli ultimi decenni, si è assistito al tentativo da parte di Peccioli, località più centrale di Pontedera per molti comuni della Valdera, di costituirsi come centro principale della detta area.
Nel 2008 la Valdera ha avuto un riconoscimento "politico" quando i 9 comuni della zona hanno dato vita all'Unione dei Comuni.